# Busch (Konzern)

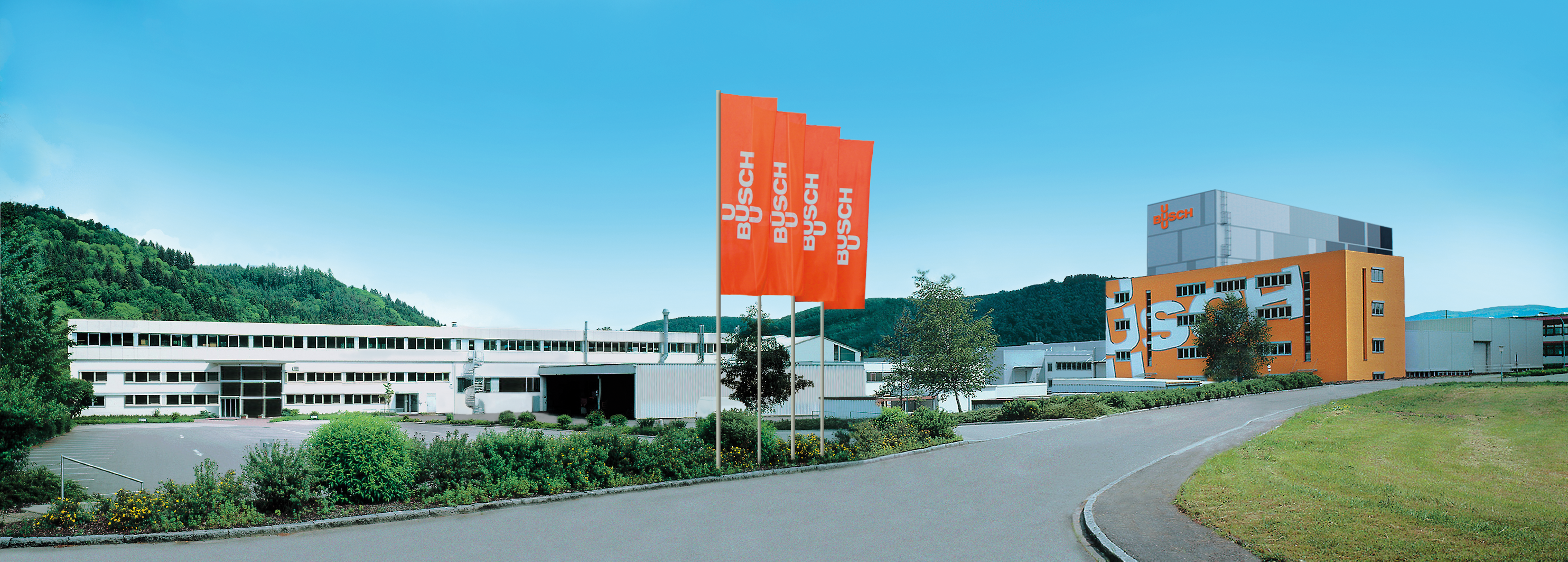
Sitz in Maulburg (2021)

Die Busch SE ist ein deutscher Hersteller von Vakuumpumpen, Gebläsen und Kompressoren sowie Systemen zur Vakuumerzeugung. Diese werden insbesondere zur Verpackung von Lebensmitteln eingesetzt. Der Hauptsitz befindet sich in Maulburg. Konzernobergesellschaft ist die Busch Holding GmbH & Co. KG. Das Unternehmen befindet sich seit Gründung in Familienbesitz.

## Geschichte
Gründer des Unternehmens sind Karl und Ayhan Busch. Das Ehepaar brachte 1963 die erste „Huckepack“-Vakuumpumpe speziell für die Verpackung von Lebensmitteln auf den Markt. Vakuumpumpen benötigten zuvor viel Platz und waren daher für die Anwendung nicht überall geeignet. Busch verbesserte das Verfahren mit einer speziell für diese Anwendung entwickelten Vakuumpumpe.
In den 1960er, 70er und 80er Jahren wurden Vakuumpumpen für Anwender jenseits der Lebensmittelindustrie optimiert. 1993 führte Busch die Schrauben-Vakuumpumpe im industriellen Umfeld ein, 1995 die Klauen-Vakuumpumpe.
Der Familienbetrieb produzierte zunächst am Viehmarktplatz in Schopfheim. 1972 verlegte das Unternehmen seine Zentrale nach Maulburg. Auf Initiative von Ayhan Busch wurden Niederlassungen in Großbritannien und in der Schweiz errichtet. Nach der Öffnung der Volksrepublik China für westliche Investoren war Busch das erste deutsche Industrieunternehmen mit einer Präsenz im Land.
1997 trat Ayla Busch als erstes Kind von Karl und Ayhan Busch in die Geschäftsführung ein, 1998 folgte Kaya und im Jahr 2000 Sami Busch.
2006 wurde eine Holdingstruktur etabliert.
Ab 2015 erfolgten Beteiligungen am TecDAX-Konzern Pfeiffer Vacuum Technology. 2017 wurde Ayla Busch in den Aufsichtsrat des Unternehmens gewählt. 2018 sicherte sich Busch die Mehrheit des börsennotierten Unternehmens. Mittlerweile übt Busch beherrschenden Einfluss auf Pfeiffer Vacuum Technology aus. Die Übernahme wurde von Pfeiffer Vacuum Technology als feindliche Übernahme betrachtet. Die Belegschaft von Pfeiffer Vacuum befürchtete zudem schlechtere Arbeitsbedingungen, da Busch nicht dem IG Metall-Tarifvertrag beigetreten ist und unter anderem dadurch deutlich längere Arbeitszeiten hat. Im Mai 2024 schlossen die Pangea GmbH, eine 100% Tochtergesellschaft der Busch SE, mit Pfeiffer Vacuum Technology AG einen Beherrschungs- und Gewinnabführungsvertrag. Pangea GmbH tritt hier als herrschende Gesellschaft auf.
2020 wurde Busch für die Rudolf-Diesel-Medaille, in der Kategorie "Erfolgreichste Innovationsleistung", nominiert.

## Unternehmensstruktur
Keimzelle des Unternehmens ist die Dr.-Ing. K. Busch GmbH. Heute gehören zum Konzern verschiedene in- und ausländische Gesellschaften. Diese werden unter dem Dach der Busch SE zusammengeführt. Diese stellt als Muttergesellschaft den Konzernabschluss auf.
Die Busch SE nimmt Führungsfunktionen wahr. Das operative Geschäft liegt in diversen Produktions- und Vertriebsgesellschaften. Zum Konsolidierungskreis der Busch Holding GmbH & Co. KG gehören auch die Pfeiffer Vacuum Technology AG und deren Schwester- und Tochtergesellschaften.
In der Öffentlichkeit wurde die partnerschaftliche Unternehmenskultur von Busch thematisiert. Dabei spielte auch die Gründung durch ein deutsch-türkisches Paar eine Rolle, für ihre unternehmerischen Tätigkeiten wurden Ayhan und Karl Busch mehrfach ausgezeichnet.

## Geschäftstätigkeit
Busch ist ein Anbieter von Maschinen und Anlagen für den Vakuum- und Überdruckbereich. Das Unternehmen produziert Vakuumpumpen, Gebläse und Kompressoren für die Industrie. Anwendungsfelder liegen beispielsweise in der Kunststoffindustrie, der Chemie und Pharmazeutik sowie in der Halbleiterproduktion. Die Maschinen und Anlagen von Busch werden um Messgeräte und Software zur Steuerung und Überwachung ergänzt. Das Unternehmen tritt als Anbieter von Komplettsystemen auf und bietet auch entsprechende Dienstleistungen an.